# Gorenjska televizija
Gorenjska televizija, krajše GTV je slovenska televizijska postaja s sedežem v Kranju.
Ustanovljena je bila leta 1989. Od takrat ustvarja televizijski program, viden v lastnem kabelsko-komunikacijskem omrežju podjetja TELE-TV in v omrežjih ostalih gorenjskih kabelskih operaterjev. Postaja je spremljana v širšem gorenjskem prostoru, od Kranjske Gore in Bohinja, do Kamnika in Cerkelj na Gorenjskem.
Gorenjska televizija je 18. junija 2004 pridobila status lokalnega televizijskega programa posebnega pomena. Prednostna usmeritev so informativne, kulturno-umetniške, izobraževalne, kulturno-zabavne, otroške, verske, športne ter druge lokalne in regionalne vsebine. Program GTV se oddaja 24 ur dnevno. Več kot 60 % predvajanega programa je lastne produkcije, od tega pretežni delež sestavljajo lokalne in regionalne vsebine. Pri snovanju oddaj vrsto let sodelujejo z občinami, kulturnimi organizacijami, izobraževalnimi ustanovami, gospodarskimi subjekti, zdravstvenimi institucijami ter športnimi organizacijami in društvi. Več rednih televizijskih oddaj v tednu je namenjenih objavi vprašanj, mnenj in komentarjev gledalcev ter izmenjavi njihovih stališč do določenih, za razvoj Gorenjske pomembnih tem.
Sodelujejo tudi z lokalnimi in regionalnimi televizijami po Sloveniji. Nekatere oddaje so na voljo tudi gledalcem televizij, kot so Studio Signal, RTS Maribor, ETV Kisovec in Vaš kanal. Posamezne oddaje redno objavlja tudi Slovenski TV kanal v Berlinu.
Ustvarjalci GTV so na I. festivalu lokalnih in regionalnih TV postaj Slovenije leta 1999 prejeli najvišjo nagrado za dokumentarno reportažo.